# Talking to the Man in the Moon
"Talking to the Man in the Moon" är en låt från 1989 av Magnus Frykberg som framförs av Titiyo. Låten återfinns på Titiyos debutalbum, Titiyo, utgivet 1990.
Låten nådde som högst plats 6 på svenska singellistan.
Lill Lindfors tolkade låten i säsong 4 av TV4:s Så mycket bättre i en översatt version kallad "Talade med månen".

## Listplaceringar
| Lista (1989) | Topplacering |
| ------------ | ------------ |
| Sverige      | 6            |